# Ако ти си отидеш за миг
Ако ти си отидеш за миг е песен на група Импулс.
Текстът е стихотворението на Евтим Евтимов „Ще заровя очите си“, публикувано в стихосбирката „Нощи“ (1981)., а музиката е на Илия Кънчев и Нелко Коларов.
Изпълнена е от групата в състав: Атанас Георгиев (вокал и бас китара), Виктор Грънчаров (китара), Иво Комитов (барабани), Илия Кънчев (клавишни) и Нелко Коларов (клавишни). Гост-музикант е саксофонистът Христо Златинов.
Кавър версии на песента са изпълнявали бившият вокалист на Импулс Веселин Маринов, Тони Димитрова, Катя Филипова и Наско Стефанов с група „Пулс“.
„Ако ти си отидеш за миг“ попада на 122 място в класацията на БГ Радио „500 най-велики български песни“.